# Koninklijke Parken van Londen
De Koninklijke Parken van Londen of Royal Parks of London waren oorspronkelijk eigendom van de Britse monarchie voor recreatief gebruik door de leden van de koninklijke familie. Met de toenemende verstedelijking van Londen werden de bewaard gebleven parken vrij toegankelijke en open ruimten en werden omgevormd tot openbare parken. Er zijn heden ten dage acht parken die formeel door deze naam worden beschreven.

## De parken
- Bushy Park
- Green Park
- Greenwich Park
- Hyde Park
- Kensington Gardens
- Regent's Park
- Richmond Park
- St. James's Park

Hyde Park en Kensington Gardens (welke aangrenzend zijn), Green Park, Regent's Park en St James's Park zijn de grootste groenstroken in centraal Londen. Bushy Park, Greenwich Park en Richmond Park zijn gelegen in de buitenwijken.

## Beheer en financiering
De parken worden beheerd door de Royal Parks Agency en bewaakt door de Metropolitan Police (voordien door de inmiddels afgeschafte Royal Parks Constabulary). De belangrijkste vorm van financiering voor de Koninklijke Parken is middels een door de centrale overheid verstrekte toelage. Dit in tegenstelling tot het merendeel van andere openbare parken van Londen, die door de lokale gemeenteraden worden gefinancierd.
Het Royal Parks Agency genereert additionele inkomsten uit commerciële activiteiten.